# Поспелов, Алексей Иванович
Алексей Иванович Поспелов (1846—1916) — русский врач, заслуженный профессор Московского университета, основатель московской школы дерматовенерологов.

## Биография

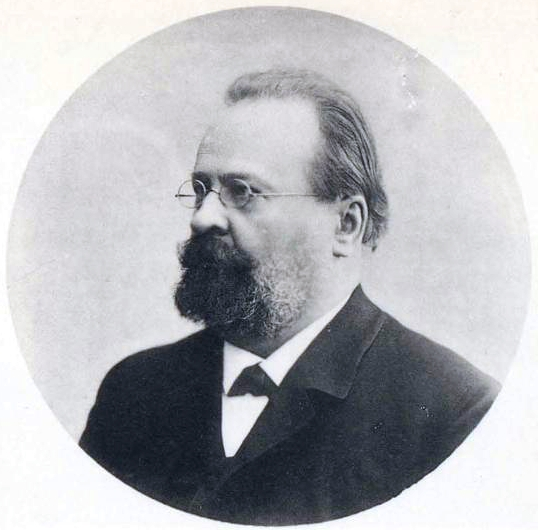
А. И. Поспелов, 1911

Родился 27 января (8 февраля) 1846 года в Данкове, в семье врача. В 1864 году, по окончании курса Рязанской губернской гимназии, поступил на медицинский факультет Московского университета. Студентом получил медаль за сочинение «О различии действия иодистого и бромистого калия на организме животных». Окончил университетский курс в 1869 году и в 1870 был зачислен сверхштатным ординатором госпитальной клиники кожных и венерических болезней при Екатерининской больнице.
В 1874 году получил звание доктора медицины за диссертацию «Лечение сифилиса подкожными впрыскиваниями сублимата» (М.: Университетская типография, 1874. — 99 с.).
С 1879 года учился в Европе, где занимался у Фердинанда фон Гебра, Капоза, Зигмунда и других в Вене, у Фернье в Париже. С 1884 года — приват-доцент по сифилидологии и дерматологии, с 1887 года — сверхштатный экстраординарный профессор, с 1893 года штатный экстраординарный профессор, с 1898 года — ординарный профессор кафедры кожных и венерических болезней на медицинском факультете Московского университета (возглавлял кафедру с 1893 по 1910 гг). С 1909 года — заслуженный профессор Московского университета.
В 1875 году А. И. Поспелов был назначен консультантом по сифилитическим болезням при Мясницком отделении больницы для чернорабочих и составил проект «О мерах, необходимых для уменьшения и предотвращения сифилиса в Москве».
С 1876 года — главный врач Мясницкой городской больницы, которую возглавлял 25 лет. В 1883 году был утверждён составленный Поспеловым устав Долгоруковской школы для акушерок, изучающих сифилис при Мясницкой больнице, более известной под именем Поспеловых курсов (в 1885 году больница причислена к клиникам университета). В 1887 году по его проекту реорганизован надзор за проституцией. В 1891 году Поспелов основал «Московское венерологическое и дерматологическое общество» и был его бессменным председателем. Его стараниями собран богатый музей кожных и венерических болезней, пожертвованный университету в 1892 году.
Умер от паралича сердца. Похоронен на кладбище Новодевичьего монастыря.

## Научная деятельность
А. И. Поспелов впервые описал поражение слизистой оболочки полости рта при остром псориазе, узловатой эритеме, симптомы «зонда» при туберкулёзной волчанке, «скомканной папиросной бумаги» при идиопатической прогрессивной атрофии кожи. Указывал на значение нервной системы в возникновении, развитии и течении дерматозов. Ему принадлежит приоритет в трактовке гнездной плешивости как трофоневроза.
Он — автор первого оригинального русского учебника кожных болезней: Краткий учебник кожных болезней: Сост. согласно прогр. испытания в Мед. комис. по лекциям проф. Моск. ун-та А. И. Поспелова. — М.: тип. М. Г. Волчанинова, 1893. — 106 с. (Руководство к изучению кожных болезней для врачей и студентов / Сост. А. И. Поспелов, о. проф. кож. и венер. болезней Моск. ун-та, при содействии М. Н. Никифорова, о. проф. патол. анатомии Моск. ун-та, и И. Ф. Огнева, о. проф. нормальной гистологии Моск. ун-та. — 5-е изд., испр. и значит. доп.  — М.: типо-лит. т-ва И.Н. Кушнерев и К°, 1905. — XVI, 653 с.).
Автор более 100 научных статей. В их числе:
- «По поводу сифилитической лихорадки» («Московская Медицинская Газета», 1873)
- «Erythema nodosum d. Haut u. Schleimhaute» («St.-Petersb. medic. Wochenschr.», 1876)
- «К вопросу о современном патогенезе и лечении lupus vulgaris» («Прот. Конфер. Мясн. больн.», 1881)
- «О влиянии нервной системы при некоторых формах болезни кожи» (ib.), «Psoriasis genuina acuta» («Врач», 1882; то же на немецком языке)
- «Un cas rare de distrophie de la peau» («Annal. d. detmat.», 1885)
- «Zur Casuistik d. Lichen ruber planus d. Haut und d. ausseren Schleimhaute» («Viert. f. Derm.», 1885)
- «Ueb. extragenit. Syphilisinfection» («Arch. f. Derm.», 1889), «К вопросу о повторном заражении сифилисом» («Медицина» и по-французски, 1890)
- «Современный взгляд на значение кокцидий при некоторых болезнях кожи» («Доклад IV Пироговскому съезду»)
- «Hautmassage bei Acne faciei» («Dermatol. Zeitschrift», 1895). Г. М. Г.

## Рекомендуемая литература
- РГБ. Фонд 240. Поспелов А. И.